# 평창고등학교
평창고등학교(平昌高等學校)는 대한민국 강원특별자치도 평창군 평창읍 중리에 위치한 공립 고등학교이다.

## 학교 연혁
- 1946년 10월 25일 : 6년제 평창중학교 개교
- 1951년 8월 30일 : 학제변경으로 평창중학교와 평창농업고등학교로 분리 인가
- 1973년 3월 1일 : 평창종합고등학교로 학제 변경
- 1975년 11월 14일 : 평창여자고등학교 설립 인가
- 1985년 9월 5일 : 평창고등학교로 학제 변경
- 1986년 3월 1일 : 평창고등학교로 교명 변경(여고 통폐합)
- 2012년 2월 17일 : 교과부지정 창의경영(건강증진 모델)학교 선정
- 2015년 4월 22일 : 강원도교육청 지정 2015년 행복교실 프로젝트 운영학교 선정
- 2024년 9월 1일 : 제33대 오인섭 교장 부임
- 2025년 1월 8일 : 제74회 졸업식(졸업생 90명, 누계 8,397명)
- 2025년 3월 4일 : 2025학년도 입학식(74명 입학)

## 참고 자료
- 평창고등학교 - 한국교육학술정보원 학교알리미